# 葉卡捷琳諾斯拉夫布爾什維克起義
葉卡捷琳諾斯拉夫布爾什維克起義（烏克蘭語：Катеринославське збройне повстання）是一個布爾什維克領導的起義。1918 年 4 月 5 日，德意志帝國軍隊（在1918 年德國干預烏克蘭期間）控制了這座城市，布爾什維克放弃了對這座城市的控制